# Campionat britànic de trial 1977
La temporada de 1977 del Campionat britànic de trial fou la 28a edició d'aquest campionat, organitzat per l'ACU. El calendari oficial constava de 10 proves puntuables, celebrades entre el 29 de gener i el 5 de novembre.

## Classificació final
| Posició | Pilot            | Motocicleta | Punts |
| ------- | ---------------- | ----------- | ----- |
| 1       | Rob Shepherd     | Honda       | 109   |
| 2       | Martin Lampkin   | Bultaco     | 108   |
| 3       | Malcolm Rathmell | Montesa     | 101   |
| 4       | Mick Andrews     | Yamaha      | 67    |
| 5       | Rob Edwards      | Montesa     | 55    |
| 6       | Dave Thorpe      | Bultaco     | 47    |
| 7       | Nigel Birkett    | Suzuki      | 42    |
| 8       | John Hemingway   | Bultaco     | 27    |
| 9       | Norman Shepherd  | Bultaco     | 20    |
| 10      | Alan Lampkin     | Bultaco     | 14    |